# André-Jacques Marie
André-Jacques Marie (ur. 14 października 1925 w Cap-d’Ail) – francuski lekkoatleta, płotkarz, mistrz Europy z 1950.
Specjalizował się w biegu na 110 metrów przez płotki. Odpadł w eliminacjach tej konkurencji na mistrzostwach Europy w 1946 w Oslo, a na igrzyskach olimpijskich w 1948 w Londynie nie ukończył biegu półfinałowego.
Zwyciężył w biegu na 110 metrów przez płotki na mistrzostwach Europy w 1950 w Brukseli.
Trzykrotnie wyrównywał lub poprawiał rekord Francji na 110 metrów przez płotki, doprowadzając go do wyniku 14,4 s (25 czerwca 1949 w Paryżu).
Był mistrzem Francji w biegu na 110 metrów przez płotki w latach 1947-1951 oraz wicemistrzem w 1946.
W latach 1946–1951 wystąpił 24 razy w meczach reprezentacji Francji.